# Santiago Ramón y Cajal (Sorolla)
Le Portrait de Santiago Ramón et Cajal est une peinture à l'huile sur toile réalisée en 1906 par le peintre postimpressionniste espagnol Joaquín Sorolla,. Il représente le savant Santiago Ramón et Cajal l'année où il reçut le Prix Nobel de Médecine.

## Historique
Dans une lettre à son ami et marchand d'art Pedro Gil Moreno de Mora (1860-1930) datée de fin de mars de 1906, Sorolla écrit qu'il a « terminé le portrait du Docteur Cajal », et il poursuit sa lettre par une longue liste de portraits récemment terminés qui incluent également ceux de Bartolomé Cossío et le de Blasco Ibáñez. Une fiche technique complète du tableau ainsi qu'une brève étude sont présentes dans le manuel que Felipe Garín et Facundo Tomás écrivirent sur Sorolla. C'est de cet ouvrage que l'on sait que ce tableau fut exposé la même année dans la galerie Georges-Petit à Paris, et qu'à la fin de l'exposition il fut acheté  par Pedro Gil pour cinq mille pesetas. De cette famille de banquiers catalans, le tableau passa dans la collection du docteur Puigvert (Barcelone). En 2014 il était au musée de Saragosse, propriété de la Députation Générale d'Aragon.

## Analyse du tableau
Psychologue naturel et intuitif, Sorolla peignit le génie enveloppé dans sa cape, élégant et décontracté, regardant le spectateur, dans un geste presque provocateur et défiant, mais « avec dans le regard un éclat aussi lumineux que compréhensif ». Autour de lui sont disposés quelques livres et l'un des dessins du cerveau réalisé par Ramón et Cajal, maître indiscuté, âme de la JAE et de son laboratoire de recherches biologiques qui prit le nom d'Institut Cajal à la mort du scientifique.
Sorolla a été très lié à l'Institution Libre de l'Enseignement, où furent scolarisées ses trois filles. Il avait déjà réalisé le portrait de plusieurs de ses membres, et en particulier le tableau Les Chercheurs (1897), avec le docteur Luis Simarro, collègue de Cajal, concentré devant le microscope et entouré de ses élèves,.